# 1. bosansko-hercegovski pehotni polk (Avstro-Ogrska)
Za druge 1. polke glejte 1. polk.
1. bosansko-hercegovski pehotni polk (izvirno nemško Bosnisch-Hercegovinisches Infanterie Regiment Nr. 1) je bil pehotni polk avstro-ogrske skupne vojske.

## Zgodovina
Polk je bil ustanovljen leta 1894. 

### Prva svetovna vojna
Polkovna narodnostna sestava leta 1914 je bila sledeča: 94% Bošnjakov in 6% drugih. Naborni okraj polka je bil v Sarajevu, pri čemer so bile polkovne enote garnizirane sledeče: Dunaj (štab, I. in IV. bataljon), Dunajsko Novo mesto (II. bataljon) in Sarajevo (III. bataljon).
Med prvo svetovno vojno se je polk bojeval tudi na soški fronti. Tako je sodeloval tudi v edini avstro-ogrsko-nemški ofenzivi na soški fronti.
V sklopu t. i. Conradovih reform leta 1918 (od junija naprej) je bilo znižano število polkovnih bataljonov na 3.

## Organizacija
1918 (po reformi)
- 1. bataljon
- 2. bataljon
- 4. bataljon

## Poveljniki polka
- 1908: Alfred Schenk[7]
- 1914: Karl von Stöhr[1]